# Deng Tuo
Deng Tuo (ur. 26 lutego 1912, zm. 18 maja 1966) – chiński dziennikarz i publicysta.
Do KPCh wstąpił w 1935. Pełnił funkcję zastępcy redaktora naczelnego (od 1950) oraz redaktora naczelnego Renmin Ribao (od 1953). Odwołany ze stanowiska w 1958. W latach 1954–1957 przewodniczył Federacji Dziennikarzy Chińskich. W 1959 został sekretarzem KPCh w Pekinie. W publikowanych artykułach i esejach krytykował pozbawioną realizmu politykę Mao Zedonga, często posługując się aluzjami historycznymi. Po rozpoczęciu rewolucji kulturalnej aresztowany, represjonowany między innymi jako element antypartyjny. Popełnił samobójstwo. Zrehabilitowany pośmiertnie w 1979 roku.